# 1022 Olympiada
1022 Olympiada è un asteroide della fascia principale del diametro medio di circa 26,39 km. Scoperto nel 1924, presenta un'orbita caratterizzata da un semiasse maggiore pari a 2,8074210 UA e da un'eccentricità di 0,1712265, inclinata di 21,06633° rispetto all'eclittica.
Il suo nome è in onore di Olimpiada Al'bickaja, la madre dello scopritore.